# Zasuchonskaja
Zasuchonskaja (ros. Засухонская) – wieś w Rosji, w rejonie wożegodskim obwodu wołogodzkiego. W 2010 r. liczyła 20 mieszkańców.